# Bulak (Kandanghaur)
Bulak is een bestuurslaag in het regentschap Indramayu van de provincie West-Java, Indonesië. Bulak telt 7306 inwoners (volkstelling 2010).